# Microrégion du Bico do Papagaio
La microrégion du Bico do Papagaio est l'une des cinq microrégions qui subdivisent l'ouest de l'État du Tocantins au Brésil.
Elle comporte 25 municipalités qui regroupaient 198 388 habitants en 2006 pour une superficie totale de 15 768 km².

## Municipalités[1]
- Aguiarnópolis
- Ananás
- Angico
- Araguatins
- Augustinópolis
- Axixá do Tocantins
- Buriti do Tocantins
- Cachoeirinha
- Carrasco Bonito
- Darcinópolis
- Esperantina
- Itaguatins
- Luzinópolis
- Maurilândia do Tocantins
- Nazaré
- Palmeiras do Tocantins
- Praia Norte
- Riachinho
- Sampaio
- Santa Terezinha do Tocantins
- São Bento do Tocantins
- São Miguel do Tocantins
- São Sebastião do Tocantins
- Sítio Novo do Tocantins
- Tocantinópolis